# Laurent Tchagba
Laurent Tchagba, né le 1er février 1952, est un homme politique ivoirien. Il est ministre de l'Hydraulique de 2018 à 2022 puis ministre des Eaux et Forêts depuis avril 2022.

## Biographie

### Jeunesse
Laurent Tchagba est né le 1er février 1952.

### Formation
Laurent Tchagba est titulaire d’un diplôme d’ingénieur en hydraulique obtenu en 1981 à l’École nationale supérieure des travaux publics de Yamoussoukro (ENSTP). Après l'obtention de celui-ci, il étudie à l'université à Paris où il obtient un diplôme d'études approfondies en géologie appliquée option ressources en eau en 1984, puis suit une formation d'ingénieur hydrologue au centre Orstom de Bondy (Paris) en 1985 et en hydrologie isotopique à l'Agence internationale de l'énergie atomique (AIEA) de Vienne en Autriche en 1988,.

### Carrière professionnelle
Laurent Tchagba commence sa carrière professionnelle en 1981, tout en poursuivant sa formation. Il débute en tant qu'adjoint au chef secteur hydrologique du sud à la direction de l'eau au ministère des Travaux publics et des Transports de 1981 à 1983, puis devient chef du secteur hydrologique du sud à la direction de l’eau au ministère des Travaux publics et de la Construction de 1986 à 1988. De 1988 à 1990, il est chef du département exploitation du réseau hydrométrique national à la direction de l’eau au ministère des Travaux publics et de la Construction. De 1990 à 2018, il assume les fonctions de conseiller économique et social, chargé de mission puis de chef de cabinet ou de directeur de cabinet au sein de plusieurs ministères notamment ceux de la Construction et de l'Urbanisme, de l’Équipement, de l’Environnement, de la Jeunesse et des Sports, des Transports et des Télécommunications, des Infrastructures économiques, Santé et Population, Enseignement technique et de la Formation professionnelle. De 2007 à 2010, Tchagba est également à la tête de certaines sociétés publiques en tant que directeur général du guichet unique automobile, directeur général de Côte d’Ivoire Logistique de 2013 à 2017 et président du comité de gestion du Fonds de développement de la formation professionnelle en 2019,.

## Parcours politique
Laurent Tchagba effectue ses premiers pas en politique au sein du Mouvement des étudiants et élèves de Côte d'Ivoire (MEECI), une branche estudiantine du Parti démocratique de Côte d’Ivoire (PDCI-RDA) de 1970 à 1980. Puis, il prend la tête de la branche jeunesse du PDCI au sein de la commune d’Attécoubé, auprès du député-maire Ernest Nkoumo Mobio. Lorsque ce dernier choisit Claude Paulin Danho, vice-président de la branche jeunesse locale, pour lui succéder, Laurent Tchagba quitte le PDCI.
En 2000, Laurent Tchagba est présenté au président Robert Guéï par le général Mathias Doué, alors ministre des Sports. Il est nommé secrétaire général adjoint chargé de l’organisation de l’administration de l'Union pour la démocratie et la paix en Côte d'Ivoire (UDPCI), parti fondé par Guéï.
Élu député d’Attécoubé en 2016, il est réélu en 2021.
En juillet 2018, Laurent Tchagba est nommé ministre de l’Hydraulique dans le deuxième gouvernement d'Amadou Gon Coulibaly. Il est reconduit dans le troisième gouvernement de ce dernier et dans le premier gouvernement de Patrick Achi. Le 20 avril 2022, il est nommé ministre des Eaux et Forêts au sein du gouvernement Achi II et succède à Alain-Richard Donwahi. Il prend officiellement fonction le 22 avril 2022,. Tchagba est reconduit à son poste dans le gouvernement Beugré Mambé qui prend ses fonctions le 18 octobre 2023.

## Vie privée
Laurent Tchagba est marié et père de 4 enfants. Il perd deux enfants en une semaine, sa fille Charlène Tchagba le 16 février 2020 dans un accident sur l'autoroute du Nord (Abidjan) et ensuite son fils Tchagba Frédéric Pascal âgé de 37 ans et ingénieur informaticien le 23 février 2020 à la PISAM à la suite d'une courte maladie,,.